# Qormi
Ħal Qormi Málta harmadik legnépesebb helyi tanácsa Vallettától délnyugatra, lakossága 16 576 fő. Városi rangjához a Città Pinto nevet kapta, korábban Casal Fornaronak nevezték (pékségei után; ez a neve ma nosztalgikusan ismét előtérbe került). Mai olasz neve Curmi.

## Története
A Stabal városrészben bronzkori cseréptöredékeket találtak, temetkezések emlékei pedig egészen a föníciai megszállásig találhatók. Római emlék ezzel szemben kevés maradt a városban. Első írásos említése 1417-ből származik, ekkor száz férfi lakosa csatlakozott a sziget őrzésére alakult milíciához (id-Dejma). Bár a Nagy ostrom idején elnéptelenedhetett (nagyon közel feküdt a törökök marsai táborához), 1575-ben Pietro Dusina inkvizítor már mint működő egyházközséget említi, területéhez tartozott többek között Ħamrun és akkor még Valletta is. A Szent György-plébániatemplom 1684-ben készült el, kupoláját Lorenzo Gafà tervezte. A hagyomány szerint Ħal Qormi lakosai voltak az elsők, akik a szent szobrával tartott körmenetet rendeztek. Brichelot és Bremond térképe 1718-ban még Tera Cormi néven említi, de 1743. május 25-én Manoel Pinto de Fonseca johannita nagymester városi rangra emelte, és a Città Pinto nevet adta neki. Abban az időben Ħal Qormi pékjei látták el a sziget jelentős részét kenyérrel. 1773 és 1798 között kísérleti jelleggel önálló önkormányzata volt. Utolsó polgármestere, Stanislaw Gatt vezette Ħal Qormi lakóit a franciák elleni felkelés idején. Az 1850-es évektől - főként a vízvezetékek és az elektromos hálózat kiépítése hatására - Qormi Málta egyik legsűrűbben lakott része lett. 1936-ban egy második egyházközség is létrejött a városban, Szent Sebestyénnek ajánlva. 1994 óta Málta egyik helyi tanácsa.

## Önkormányzata
1773-ban Ximenes de Texada nagymester önálló önkormányzatot adott a városnak, amelynek polgármestere bizonyos ügyekben bíráskodhatott. Az önkormányzat Napóleon érkezésével szűnt meg.
Lovagkori polgármesterei:
- Gio.Batta Farrugia (1773-1775)
- Emanuel Casha (1776)
- Antonio Schembri (1777-1780)
- Stanislaw Gatt (1781-1784)
- Ħieronymus Camilleri (1784-1791)
- Ġużepp Casha (1792-1796)
- Stanislaw Gatt (1797-1798)

1994 óta újra önálló önkormányzata van, a tizenegy tagú helyi tanács. A jelenlegi, 6. tanács 2012 óta van hivatalban.
Polgármesterei:
- George Portelli (1994-1996)
- Alfred Mallia (1996-1998)
- Clyde Puli (1998-2001)
- Roderick Galdes (2001-2004)
- Jesmond Aquilina (Munkáspárt, 2004-2012)
- Rosianne Cutajar (Munkáspárt, 2012-)

## Nevezetességei
- Stagno Palace:[3] 1589-ben épült. Az építtető szicíliai családról nem sokat tudni. Nevezetessége, hogy 167 ablak- és ajtónyílása semmilyen rendszert nem követ, és nincs közöttük két egyforma méretű.
- Grand master Pinto’s Lodge: négy oszlopon álló tető, rajta felirattal: 31. évét ünnepli Nagymesterként. A hagyomány szerint Pinto itt pihent meg lóversenyek idején. 2002-ben felújították.
- Szélmalom: ma már nem működik

## Kultúra
Band klubjai:
- Aniċi Band Club
- Pinto Band Club
- St. George's Band Club

Kórusok:
- Choir Exsultate Domino
- Choir Laudate Dominum

Egyéb egyesületei:
- Youth Feast Club
- St. George's Feast Club
- St Sebastian Feast Club
- Qawmien Youth Club
- 23rd. April Fireworks Club
- KZB Youth Club
- Caccu Social Club

Egyházi szervezetei:
- Catholic Action
- Mária Légió
- M.U.S.E.U.M.

## Sport
Sportegyesületei:
- Atlétika: Qormi Athletic Club
- Boccia: Qormi St. Sebastian Boċċi Club
Qormi St. George Boċċi Club
- Jégkorong: Qormi Hockey Club: felnőtt és gyerekcsapata is a National Hockey League tagja
- Kerékpár: Qormi Cycling Club
- Kosárlabda: Qormi Basketball Club (1995)
- Labdarúgás: Qormi Football Club: 2008 óta a Premier League tagja

## Közlekedés
Helyzetéből adódóan (a sziget szívében fekszik) mindenhonnan jól elérhető közúton.
Autóbuszjáratai (2011. július 3. után):
- 61 (Valletta-Żebbuġ)
- 62 (Valletta-Siġġiewi)
- 112 (Marsa, körjárat)
- N61 (éjszakai, San Ġiljan-Marsa)
- N62 (éjszakai, San Ġiljan-Siġġiewi)

## Híres szülöttei
- George Anthony Frendo (*1946. április 4.)  a Tirana-Durrësi római katolikus főegyházmegye érseke, domonkos szerzetes
- Ġorġ Abela (*1948. április 22.) jogász, az Qormi F.C. volt elnöke, 2009-2014 köztársasági elnök
- Marie Louise Coleiro Preca (*1958. december 7.) jogász, 2014-2019 köztársasági elnök